# Parque eólico Delta 5
Lençóis Maranhenses
O Complexo Eólico Delta 5 um conjunto de parques eólicos de produção de energia localizado no Maranhão, na região dos Lençóis Maranhenses, em Paulino Neves, e que integram o Complexo Eólico Delta Maranhão. O complexo possui uma capacidade conjunta de produção de 54 MW.

## Capacidade energética

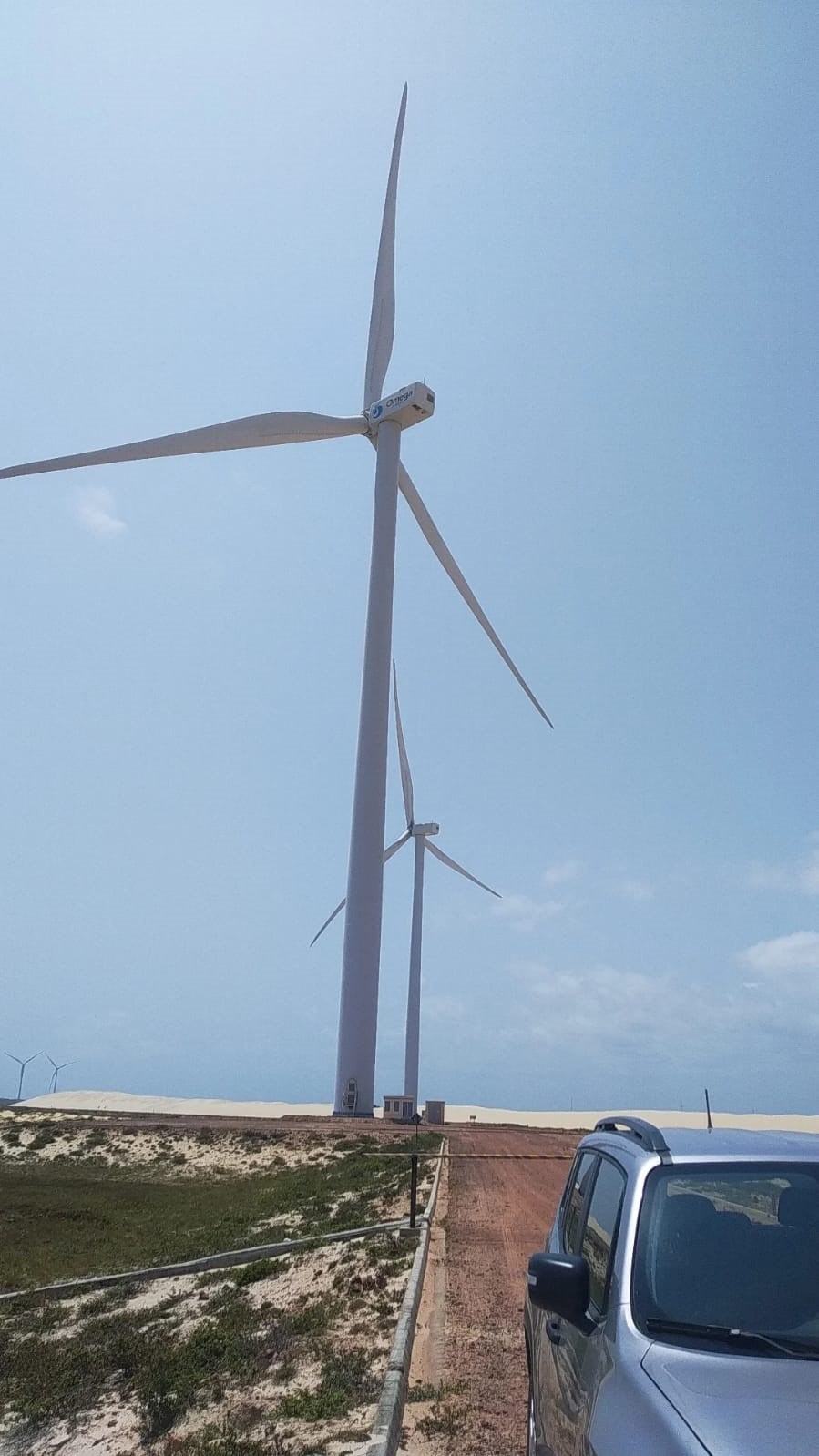
Complexo Eólico em Paulino Neves.

É formado pelas usinas Delta 5 I e Delta 5 II cada uma com capacidade de 27 MW, que entraram em operação em dezembro de 2018.

## Propriedade
O complexo pertence ao grupo Omega Energia, que também opera os Complexos de Delta 1 e 2 (localizados em Parnaíba, Piauí), além de estados como Mato Grosso do Sul, Minas Gerais e Rio de Janeiro. 
O Complexo Eólico Delta 3, localizado no Maranhão, o maior da modalidade no estado, também pertence à empresa e tem capacidade de 221 MW, além do Complexo Eólico Delta 6, com 54 MW.

## Novos projetos
Em outubro e novembro de 2019, entraram em operação as usinas Delta 7 I (27 MW), Delta 7 II (35,1 MW) e Delta 8 I (35,1 MW), em Paulino Neves, acrescentando mais 97 MW de capacidade. 